# الانتخابات الرئاسية الأفغانية 2014
الانتخابات الرئاسية الأفغانية 2014 هي انتخابات على منصب رئيس أفغانستان، جرت جولتها الأولى يوم 5 أبريل/نيسان ثم تبعتها جولة ثانية يوم 14 يونيو 2014. لم يحق للرئيس المنتهية ولايته حامد كرزاي الترشح في هذه الانتخابات بسبب وصوله للحد الأقصى من المدد الرئاسية. وقد وصفت هذه الانتخابات بأنها تاريخية ، حيث تعد هذه الانتخابات هي المرة الأولى في تاريخ أفغانستان التي يتم نقل السلطة من خلالها بطريقة ديمقراطية.
امتدت فترة التسجيل للترشيحات الرئاسية من 16 سبتمبر 2013 حتى 6 أكتوبر 2013. تم تأكيد ما مجموعه 27 مرشحاً ليتم الترشح لمنصب. ومع ذلك لم يتبق سوى 11 في السباق لخوض المنافسة للوصول إلى الرئاسة. لم يحصل أي من المرشحين على أكثر من 50% من الأصوات في الجولة الأولى، ولذلك خاض صاحبي المركزين الأولين عبد الله عبد الله وأشرف غني جولة ثانية من التصويت في 14 يونيو. رفض عبد الله عبد الله النتائج الأولية للجولة الثانية التي أظهرت تفوق أشرف غني لما وصفه بعمليات تزوير مكثفة. وفي سبتمبر 2014، نجح وزير الخارجية الأمريكي جون كيري في التوصل لاتفاق اقتسام السلطة بين غني وعبد الله. ومن ثم أعلنت لجنة الانتخابات المستقلة أشرف غني فائزًا بالانتخابات، وبعدها حصل عبد الله على منصب «رئيس تنفيذي» بصلاحيات واسعة.

## المرشحون
استبعدت لجنة الانتخابات المستقلة 16 مرشحًا للانتخابات في 22 أكتوبر 2013، ليتبقى 11 مرشحًا فقط للمنصب. وقد أظهرت استطلاعات الرأي تقدم كل من عبد الله عبد الله وأشرف غني أحمدزي .
أعلنت لجنة الانتخابات المستقلة في 25 نوفمبر 2013 ترتيب أسماء المرشحين الذي سيظهر على أوراق الاقتراع، والترتيب كالتالي:
| المرشح                                | نائب المرشح                                                              | الائتلاف المؤيد | المهنة                                                    | التوجه السياسي                                               |
| ------------------------------------- | ------------------------------------------------------------------------ | --- | --------------------------------------------------------- | ------------------------------------------------------------ |
| عبد الله عبد الله (الائتلاف الوطني)   | محمد خان (حزب الإسلامي) محمد محقق (حزب الشعب للوحدة الإسلامية)           | "الائتلاف الوطني لأفغانستان" (الجبهة الوطنية، حزب الإسلامي، حزب الوحدة الوطنية) مدعوم من (حزب الإسلامي، حزب الشعب للوحدة الإسلامية، یونس قانونی، عطا محمد نور) | سياسي ووزير خارجية سابقًا                                  | ديمقراطية إسلامية، الإصلاح                                   |
| أشرف غني (مستقل)                      | عبد الرشيد دوستم (الحركة الإسلامية الوطنية) سرور دانش (الوحدة الإسلامية) | مدعوم من (حزب التضامن الوطني، أفغان ملة، الجبهة الإسلامية الوطنية، سيد منصور ندري، حزب ميلي ناجت)                                                              | سياسي، ووزير المالية سابقًا                                | الإصلاح مؤيد للاتفاقية الأمنية مع الولايات المتحدة الأمريكية |
| زلماي رسول (مستقل)                    | أحمد ضیاء مسعود (الحماعة الإسلامية) حبیبة سرابی (حزب الحق والعدالة)      | مدعوم من (قيوم كرزاي، عبد الرحيم وردك، محمد نادر نعیم، تحالف شورى الحزب الإسلامي، والحزب الإسلامي لوحيد الله سابون)                                            | سياسي ووزير سابق للخارجية                                 | وسطية                                                        |
| عبد رب الرسول سياف (الدعوة الإسلامية) | إسماعیل خان (الحماعة الإسلامية) عبد الوهاب عرفان (مستقل)                 | — | سياسي                                                     | وهابية                                                       |
| كل أغا شيرزي (مستقل)                  | سيد حسين عليمي بالخي (مستقل) محمد هاشم زاري (مستقل)                      | — | سياسي، وحاكم ولاية ننكرهار سابقًا                          |                                                              |
| قطب الدين هلال (مستقل)                | عناية الله عناية (مستقل) محمد علي نابيزدا (مستقل)                        | مدعوم من (الحزب الإسلامي غلبدين) | سياسي، نائب رئيس الوزراء سابقًا، وعضو سابق في حزب الإسلامي | إسلامي محافظ                                                 |
| محمد داود سلطان زوي (مستقل)           | أحمد سعيدي (مستقل) كاظمة محقق (مستقل)                                    | — | سياسي.                                                    |                                                              |
| هداية أمين أرسلا (مستقل)              | الجنرال خودايد (مستقل) صفية صديقي (مستقل)                                | — | سياسي، أقتصادي، وزير المالية سابقًا، ووزير الخارجية سابقًا  |                                                              |
| مرشحون منسحبون                        |                                                                          | |                                                           |                                                              |
| قيوم كرزاي (مستقل)                    | وحيد الله شارهراني (مستقل) إبراهيم قاسمي (مستقل)                         | انسحب وأيد زلمی رسول | سياسي ورجل أعمال                                          | إصلاح مؤيد للغرب                                             |
| عبد الرحيم وردك (مستقل)               | شاه عبد الأحد أفزالي (مستقل) سید حسین انوری (الحركة الإسلامية)           | انسحب وأيد زلمی رسول | سياسي ووزير دفاع سابقًا                                    |                                                              |
| محمد نادر نعیم (مستقل)                | تاج محمد أكبر (مستقل) عبد العزيز بيوا (مستقل)                            | انسحب وأيد زلمی رسول | سكرتير لملك أفغانستان السابق                              |                                                              |

## النتائج

### إعلان النتائج

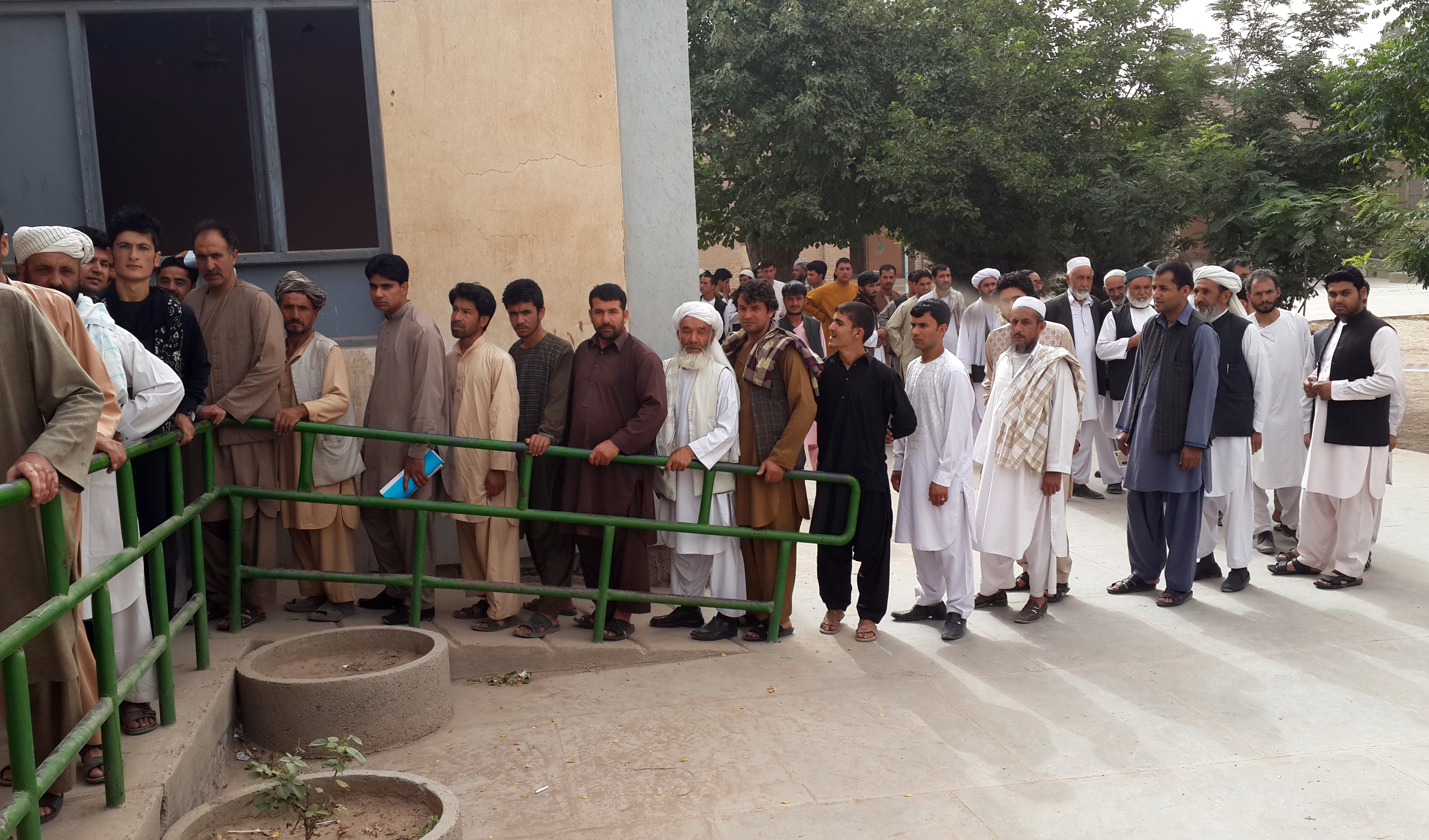
ناخبون يصطفون للتصويت في ولاية هراة.

تم تسجيل حوالي 12 مليون أفغاني للتصويت داخل البلاد كما يحق لحوالي 8 ملايين شخص من الشتات الأفغاني التصويت أيضا. ثمة ما يقرب من ثلثي الناخبين تقل أعمارهم عن 25 عامًا.
ظهرت النتائج الأولية للجولة الأولى في 26 أبريل، حيث حصل عبد الله عبد الله على 44.9% من الأصوات يليه أشرف غني بنسبة 31.5%، وحصل زلماي رسول على 11.5% من الأصوات. وبما أن أي المرشحين لم يحصل على أكثر من 50% من الأصوات، خاض عبد الله عبد الله وأشرف غني جولة ثانية من الانتخابات في 14 يونيو. أعلنت النتائج الأولية لتلك الجولة يوم 7 يوليو والتي أظهرت حصاد أشرف غني على 56.44% من الأصوات مقابل 43.56% لمنافسه عبد الله عبد الله وهي النتائج التي رفض الأخير الاعتراف بها منددًا بما وصفها بعمليات تزوير مكثفة. ملخص نتائج الجولتين كالتالي:
| المرشح      | المرشح              | الحزب                    | الجولة الأولى | الجولة الأولى | الجولة الثانية (نتائج أولية) | الجولة الثانية (نتائج أولية) |
| المرشح      | المرشح              | الحزب                    | الأصوات       | %             | الأصوات                      | %                            |
| ----------- | ------------------- | ------------------------ | ------------- | ------------- | ---------------------------- | ---------------------------- |
|             | أشرف غني            | مستقل                    | 2,084,547     | 31.56         | 4,485,888                    | 56.44                        |
|             | عبد الله عبد الله   | الائتلاف الوطني الأفغاني | 2,972,141     | 45.00         | 3,461,639                    | 43.56                        |
|             | زلماي رسول          | مستقل                    | 750,997       | 11.37         |                              |                              |
|             | عبد رب الرسول سياف  | الدعوة الإسلامية         | 465,207       | 7.04          |                              |                              |
|             | قطب الدين هلال      | مستقل                    | 181,827       | 2.75          |                              |                              |
|             | كل أغا شيرزي        | مستقل                    | 103,636       | 1.57          |                              |                              |
|             | محمد داود سلطان زوي | مستقل                    | 30,685        | 0.46          |                              |                              |
|             | هداية أمين أرسلا    | مستقل                    | 15,506        | 0.23          |                              |                              |
| أصوات باطلة | أصوات باطلة         | أصوات باطلة              |               | –             |                              | –                            |
| الإجمالي    | الإجمالي            | الإجمالي                 | 6,604,546     | 100           | 7,947,527                    | 100                          |
| المصدر: IEC |                     |                          |               |               |                              |                              |

### اتفاق اقتسام السلطة
لعب وزير الخارجية الأمريكي جون كيري دورًا في حث المرشحين على اتفاق اقتسام السلطة عقب انتهاء عملية مراجعة نتائج الانتخابات المتنازع عليها. وتم الوصول بالفعل لهذا الاتفاق في 21 سبتمبر وبموجبه يُعلن فوز غني بمنصب الرئاسة ويُسند لمنافسه عبد الله بمنصب «رئيس تنفيذي» الذي أنيطت به صلاحيات واسعة وفقًا لبنود الاتفاق. وبعد ساعات من توقيع الاتفاق، أعلنت لجنة الانتخابات الأفغانية فوز أشرف غني بمنصب رئيس البلاد بدون تحديد هامش الفوز أو نسبة المشاركة في الانتخابات أو عدد الأصوات المزورة التي تم إلغاؤها في عملية التدقيق المكثفة لكل الأصوات التي جرت بإشراف الأمم المتحدة. وأدى أشرف غني اليمين الدستورية رئيسًا للبلاد في 29 سبتمبر 2014.